# Montbazon
Montbazon ist eine französische Gemeinde mit 4.839 Einwohnern (Stand 1. Januar 2022) im Département Indre-et-Loire in der Region Centre-Val de Loire; sie gehört zum Arrondissement Tours. 

## Lage
Monzbazon liegt zwischen Veigné, Monts und Sorigny, etwa zwölf Kilometer von Tours entfernt, an der Indre, in die hier der Bourdin mit seinem Zufluss Mardereau einmündet.

## Geschichte
Fulko III., Graf von Anjou, ließ hier im 11. Jahrhundert eine Burg errichten. Im 16. Jahrhundert wurde Montbazon für Louis VII. de Rohan-Guémené zum Herzogtum und zur Pairie erhoben.

### Bevölkerungsentwicklung
- 1962: 1622
- 1968: 1903
- 1975: 2447
- 1982: 3011
- 1990: 3354
- 1999: 3434
- 2006: 3953
- 2018: 4428

## Verkehr
Montbazon hat einen Bahnhalt an der Bahnstrecke Joué-lès-Tours–Châteauroux, der von Zügen des Transport express régional (TER) bedient wird. Entlang der westlichen Gemeindegrenze verläuft die Autoroute A10.

## Sehenswürdigkeiten
- Donjon von Montbazon, Monument historique
- Kirche Notre-Dame, Monument historique
- Schloss Artigny

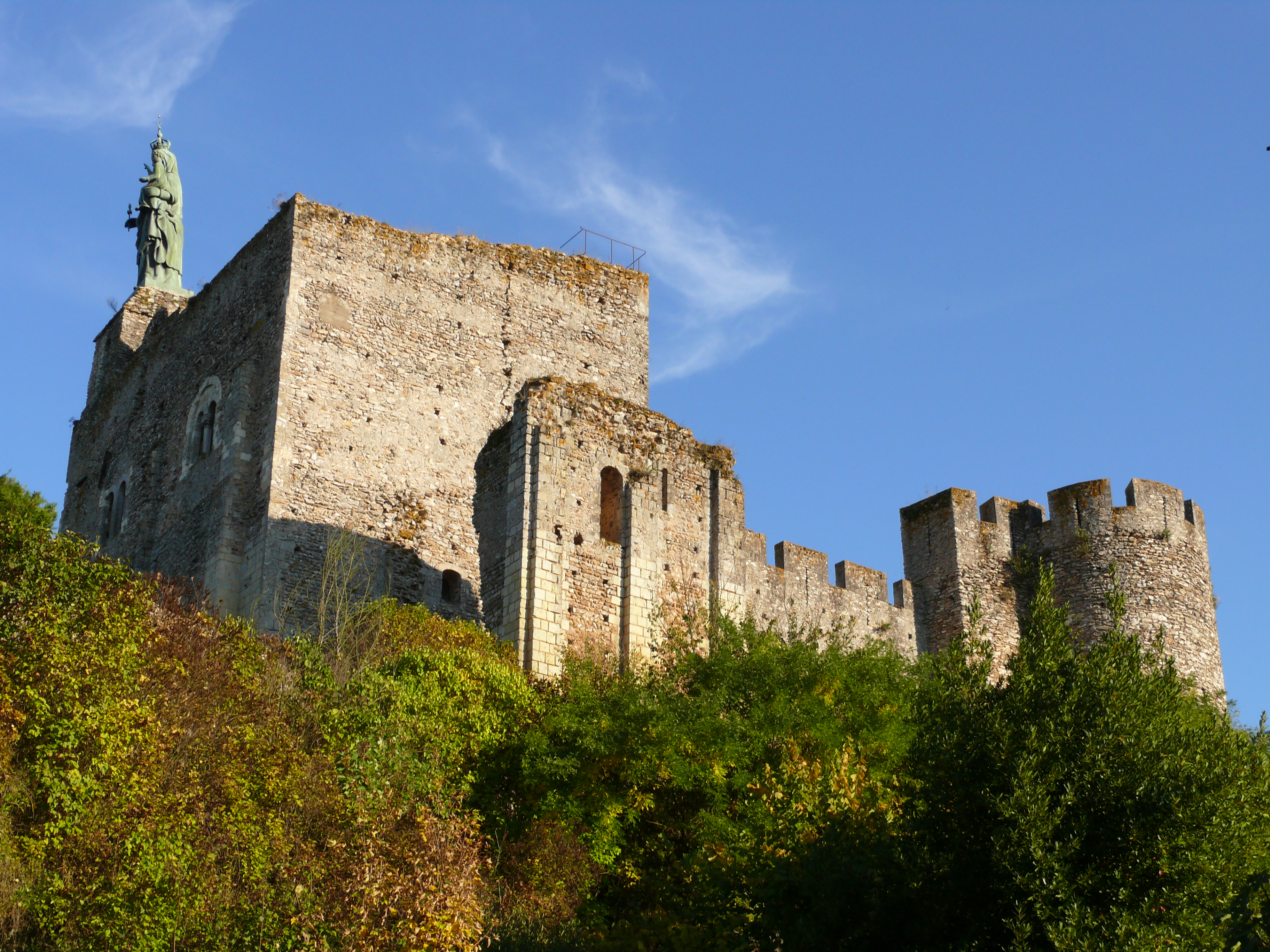
Donjon
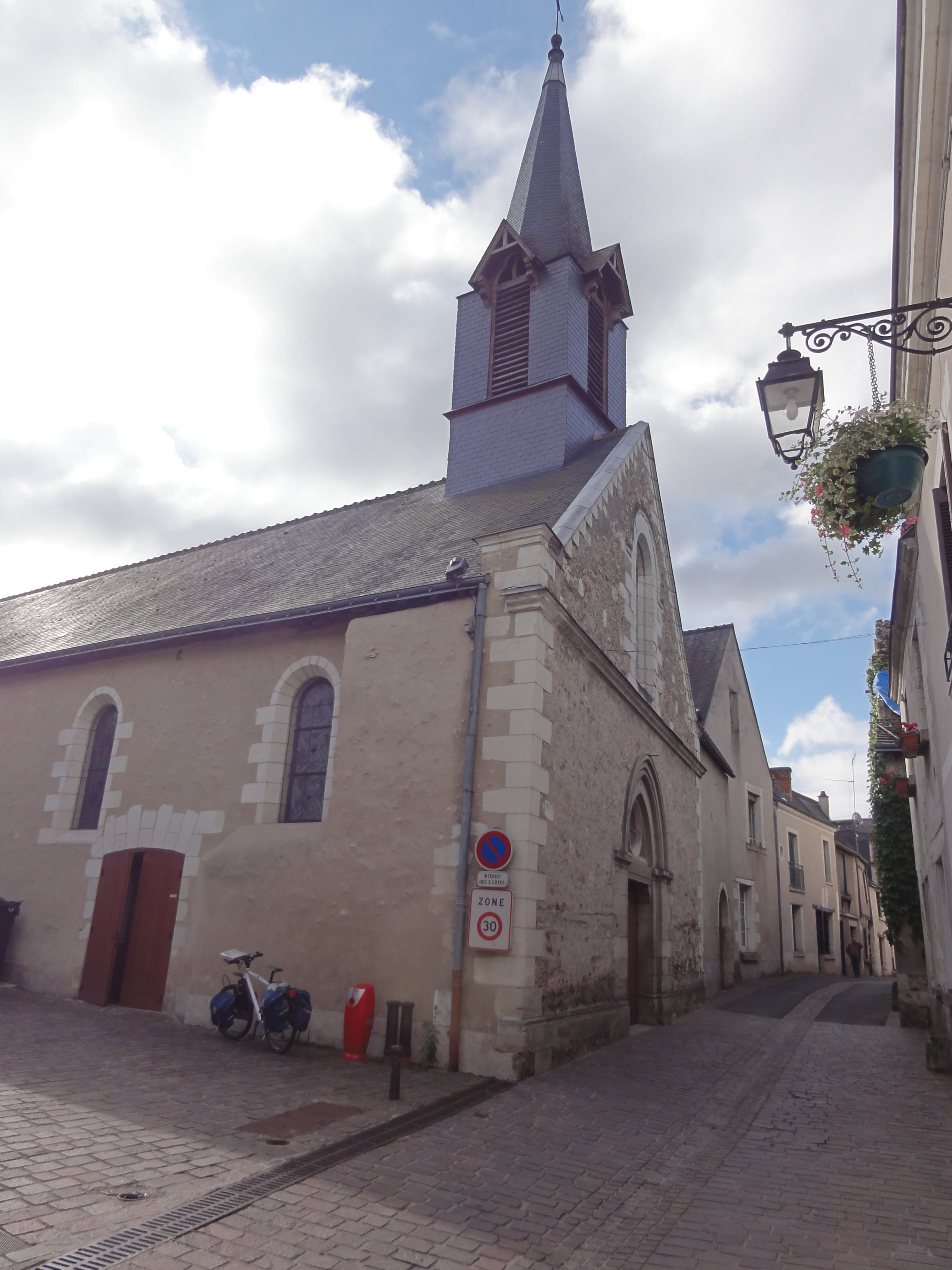
Kirche Notre-Dame
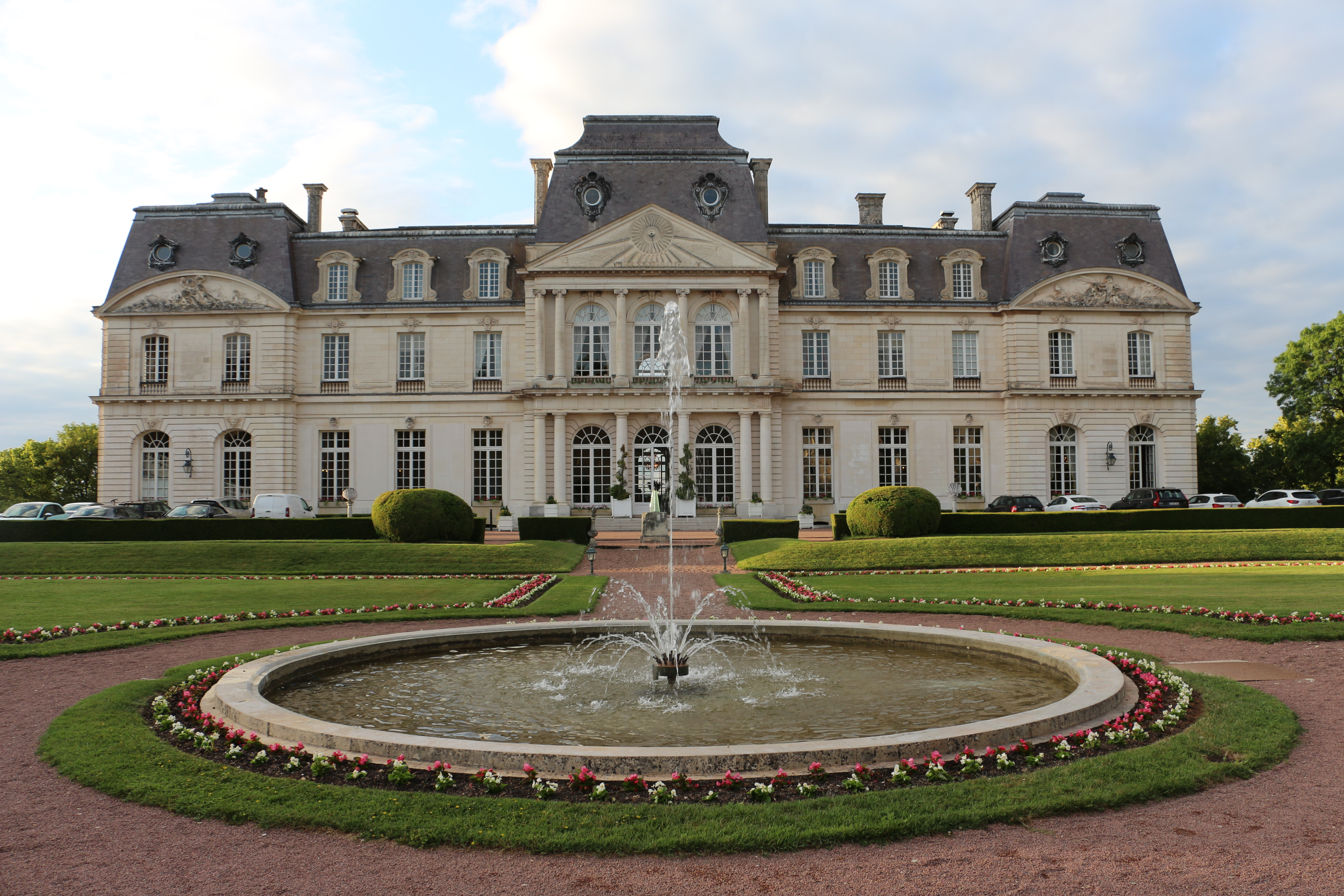
Schloss Artigny